# ريتشي بيرن
ريتشي بيرن (بالإنجليزية: Richie Byrne)‏ (24 سبتمبر 1981 في جمهورية أيرلندا - ) هو لاعب كرة قدم أيرلندي في مركز الظهير. شارك مع Republic of Ireland national football B team ‏. أما مع النوادي، فقد لعب مع أولدهام أثلتيك ودونفرملين أثلتيك وسانت جونستون ونادي أبردين ونادي إنفرنيس ونادي شامروك روفرز ونادي هورشام وإغهم تاون ‏ ونادي هانجرفورد تاون ودارلينجتون إف سى.

## وصلات خارجية
- ريتشي بيرن على موقع قاعدة بيانات كرة القدم.إي يو (الإنجليزية)
- ريتشي بيرن على موقع Soccerbase.com (لاعب) (الإنجليزية)